# Inhumas (ort)
Inhumas är en ort i Brasilien.   Den ligger i kommunen Inhumas och delstaten Goiás, i den centrala delen av landet, 180 km väster om huvudstaden Brasília. Inhumas ligger 763 meter över havet och antalet invånare är 44 058.
Terrängen runt Inhumas är platt åt nordost, men åt sydväst är den kuperad. Inhumas är det största samhället i trakten.
Omgivningarna runt Inhumas är huvudsakligen savann. Runt Inhumas är det ganska tätbefolkat, med 96 invånare per kvadratkilometer.